# 康代
康代（法語：Kandé）是位于多哥北部卡拉区东北角的一座城市，距离本区首府卡拉50公里，2022年人口15,313人。
康代以城郊不远处的库塔马库而闻名，库塔马库已被列入世界遗产。